# MIN·MIN·MIN
《MIN·MIN·MIN》是SDN48第3張的單曲。於2011年8月17日由Universal Music發售。

## 概要
廣告語是
與前作《請給我愛》相同，分2種的通常盤和劇場盤同時發售。通常盤和劇場盤的封面和收錄內容不同。
表題曲"MIN·MIN·MIN"是常盤藥品工業「眠眠打破」的廣告曲
B面曲"おねだりシャンパン"的PV中有AKB48的小嶋陽菜出演，這也是SDN的單曲中首次有AKB的成員出演。
另一曲B面曲Everyday、髮箍（SDN48 ver.）也是SDN的單曲中首次收錄的與AKB的曲目相同的歌曲

## 選抜成員

### MIN・MIN・MIN
（粗體為中心）
- 1期生：梅田悠、大堀惠、小原春香、近藤沙耶香、佐藤由加理、芹那
- 2期生：木本夕貴、KONAN、たかはしゆい、津田麻莉奈、福田朱子、藤社優美
  - 木本和津田首次進入選拔。大堀和KONAN複歸、上次進入選拔的加藤、河内和相川降格到Under Girls A。

### 喝了娘王香槟再说
「Under Girls A」名義（粗體為中心）
- 1期生：穐田和惠、浦野一美、甲斐田樹里、加藤雅美、河内麻沙美、陳屈、野呂佳代、畠山智妃
- 2期生：相川友希、亞希子、伊東愛、奈津子
  - 甲斐田、亜希子和奈津子從B調到A。

### 女人
「Under Girls B」名義（粗體為中心）
- 1期生：今吉めぐみ、大河内美紗、手束真知子、なちゅ、西国原礼子、三ツ井裕美
- 2期生：大山愛未、細田海友、松島瑠美
- 3期生：光上せあら、駒谷仁美、尻無浜冴美、シヨン、户岛花、早川沙世、miray
  - 松島從A調到B。這也是3期生首次參與單曲錄制

### Everyday、髮箍（SDN48 ver.）
- 1期生：梅田、浦野、大堀、甲斐田、加藤、河内、佐藤、小原、芹那、野呂
- 2期生：KONAN、藤社

## 收錄曲

### Type A
封面写真（小原・近藤・佐藤・芹那・木本・たかはし）
1. MIN・MIN・MIN [3:27]
作曲：KOUTAPAI、編曲：佐々木裕
2. 喝了娘王香槟再说 [3:52]
作詞：秋元康、作曲：松田純一、編曲：y@suo ohtani、 歌：Under Girls A
3. 女人　[4:12]
作詞：秋元康、作曲：Gajin、編曲：中西亮輔、歌：Under Girls B
4. MIN・MIN・MIN（off vocal ver.）
5. 喝了娘王香槟再说（off vocal ver.）
6. アバズレ（off vocal ver.）

DVD
1. 「MIN・MIN・MIN」Music Clip
2. 「喝了娘王香槟再说」Music Clip
3. 「女人」Music Clip

特典（只限初回）
- 記錄 & MV Making影像（Type A version）
- 马尾与发圈（Live at Tokyo Dome City Hall）

### Type B
封面写真（Under Girls A全員）
1. MIN・MIN・MIN
2. 喝了娘王香槟再说
3. Everyday、髮箍（SDN48 ver.） [5:15]
作詞：秋元康、作曲・編曲：井上ヨシマサ
4. MIN・MIN・MIN（off vocal ver.）
5. 喝了娘王香槟再说（off vocal ver.）
6. Everyday、髮箍（off vocal ver.）

DVD
1. 「MIN・MIN・MIN」Music Clip
2. 「喝了娘王香槟再说」Music Clip
3. 「Everyday、髮箍（SDN48 ver.）」Music Clip

特典（只限初回）
- 記錄 & MV Making影像（Type B version）
- 新加坡公演花絮

### 劇場盤
封面写真（選抜成員全員）
1. MIN・MIN・MIN
2. 喝了娘王香槟再说
3. 女人
4. Everyday、髮箍（SDN48 ver.）

特典
- 劇場盤 發售記念 请问会抖了一点时间比平常？ 参加券

## 外部連結
- Universal Music （页面存档备份，存于）